# Канаверал
Кана́верал (англ. Cape Canaveral; [kəˈnæv(ə)r(ə)l] — от исп. cañaveral — «заросли сахарного тростника», плавни); в 1964—1973 годах — Кеннеди (англ. Cape Kennedy) — мыс на атлантическом побережье штата Флорида, США, к востоку от острова Меррит, от которого он отделён рекой Банана (англ. Banana River). Мыс является частью так называемого Space Coast (буквально «Космического побережья»), на нём расположена база Космических сил США. Поскольку множество американских космических аппаратов были запущены и с базы, и с расположенного на соседнем острове Меррит Космического центра Кеннеди, название «мыс Канаверал» или «Канаверал» стало метонимом, и им обозначают оба стартовых комплекса. В память о достижениях в освоении космического пространства мысу Канаверал был присвоен телефонный код 321 (намёк на обратный отсчёт перед стартом).
Кроме базы ВВС США, на мысе располагаются маяк и порт. Существуют и природные достопримечательности — лагуна Москито, река Индиан-ривер, Национальный заказник дикой природы остров Мерритт и национальное побережье Канаверал.

## Фотографии

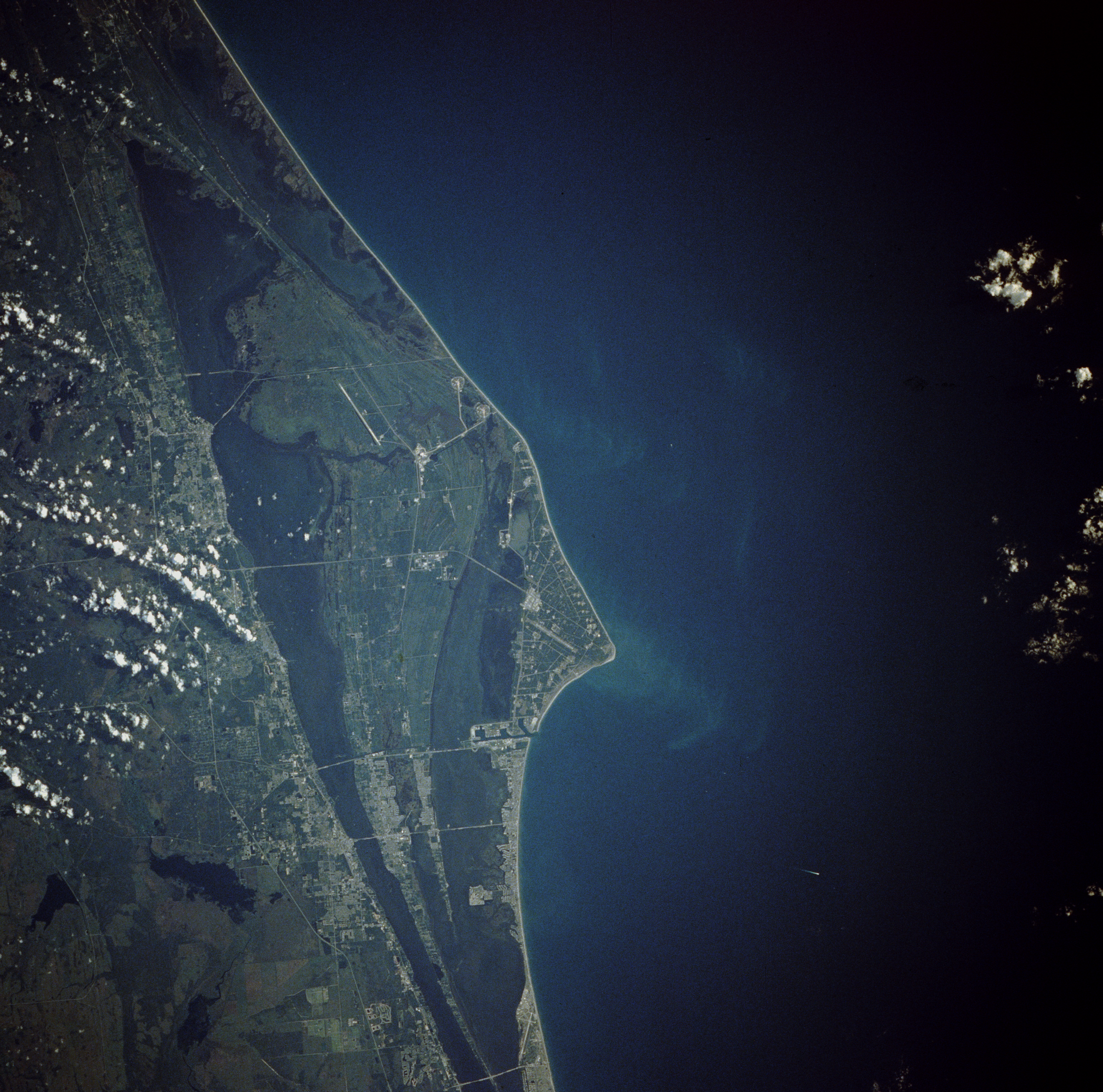
Мыс Канаверал, вид из космоса. Август 1991 года.
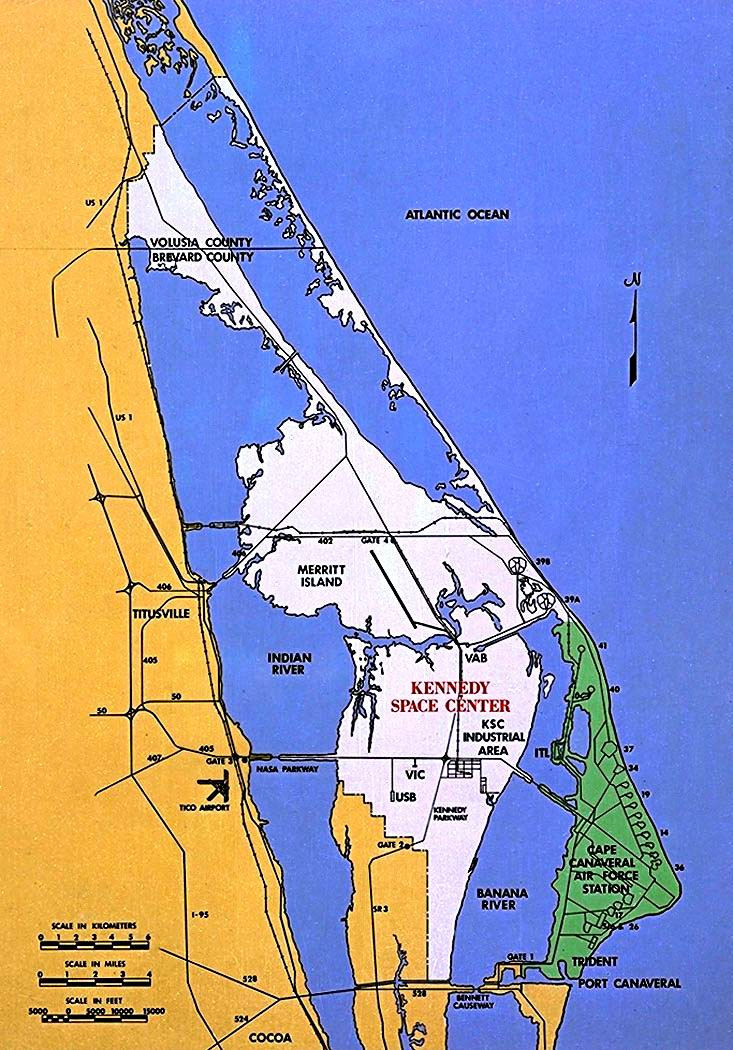
Станция ВВС США «Мыс Канаверал» (зеленый) и Космический центр имени Кеннеди (белый).
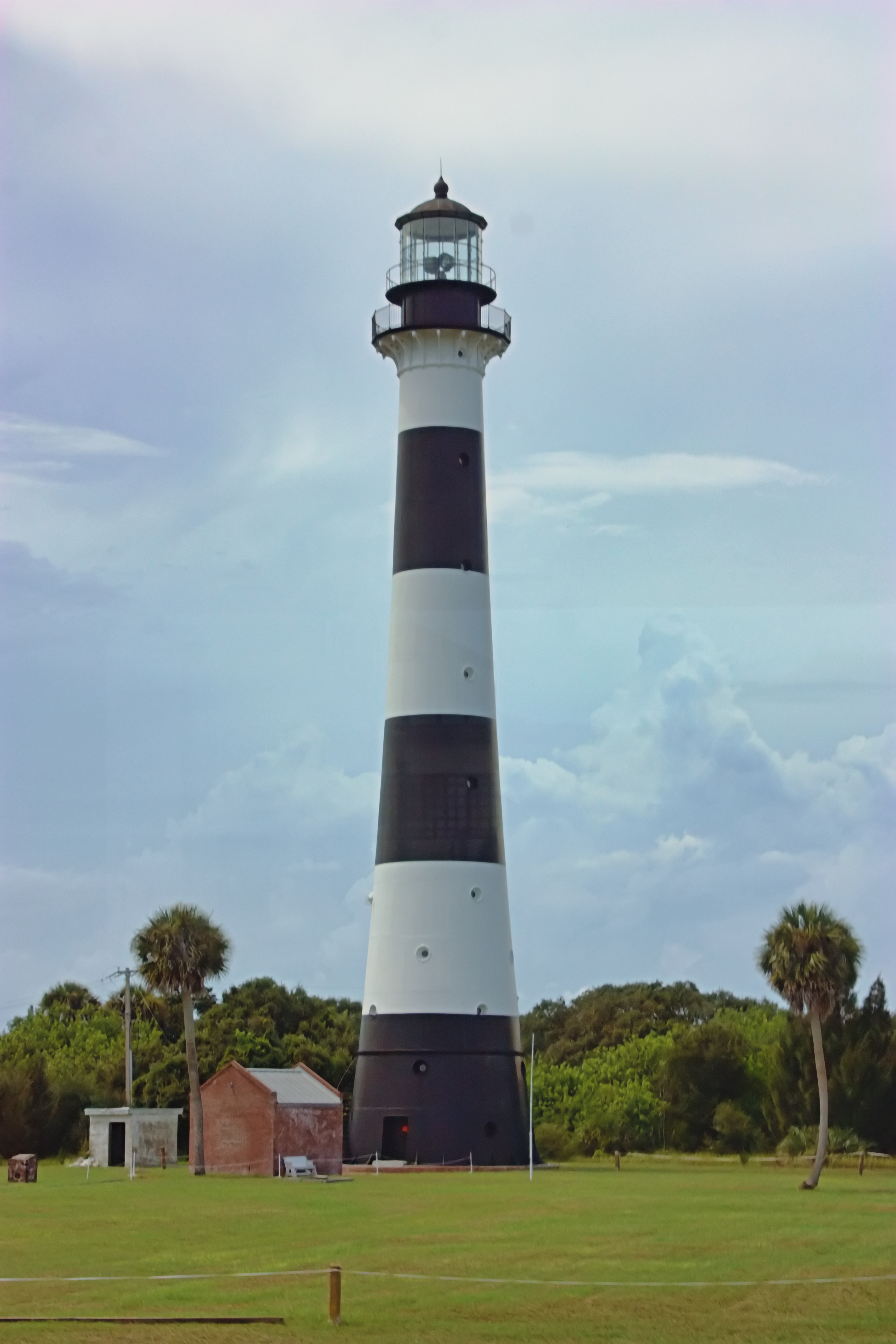
Маяк на мысе Канаверал.
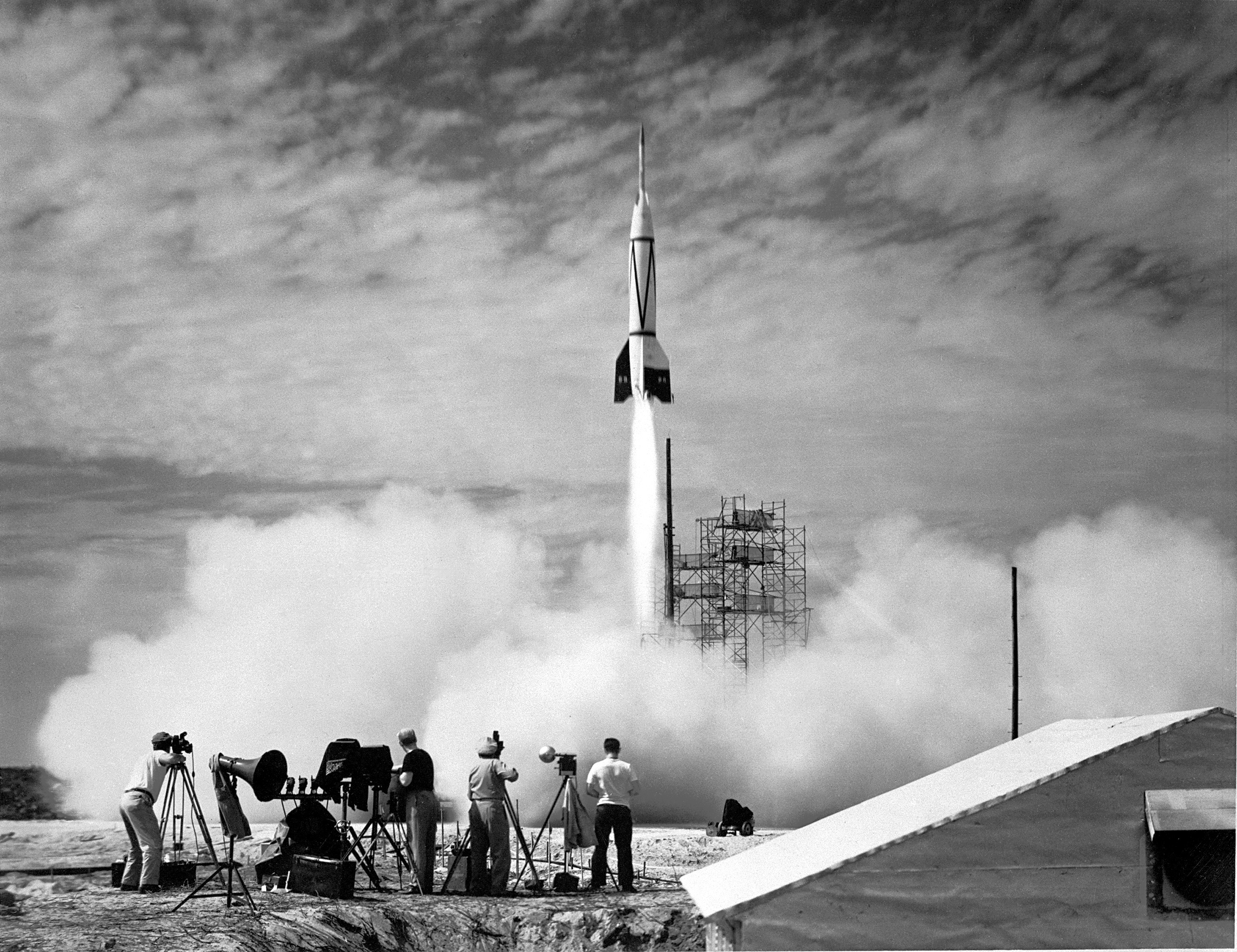
«Bumper V-2» — первая ракета, запущенная с мыса.

## История названия
Почтовые отделения на территории назывались Артезия с 1893 по 1954 год; Порт-Канаверал с 1954 по 1962 год; и Кейп-Канаверал (Мыс Канаверал) с 1962 года по настоящее время.
С 1963 по 1973 год зона также называлась Мыс Кеннеди. Президент Джон Кеннеди установил цель: высадка на Луну. После его убийства в 1963 году, его вдова, Жаклин Кеннеди, предложила президенту Линдону Джонсону переименовать космический центр. Джонсон посоветовал переименовать весь мыс. В результате 28 ноября 1963 года Линдон Джонсон объявил, что мыс Канаверал будет переименован в мыс Кеннеди в честь президента Кеннеди, который был убит шесть дней назад. Приказ № 11129, выпущенный 29 ноября, также утвердил, что Центр запусков будет переименован в Космический центр Кеннеди.
Несмотря на то, что переименование было одобрено Комиссией по топонимам США в 1964 году, оно не было популярным во Флориде, особенно в городе Кейп-Канаверал. В 1973 году законодательное собрание Флориды приняло закон, восстанавливающий прежнее 400-летнее имя, комиссия его одобрила. Название мыс Канаверал вновь стало официальным с 9 октября 1973 года. Семья Кеннеди опубликовала письменное заявление, в котором выразила своё понимание в связи с принятием подобного решения. Космический центр Кеннеди сохранил своё название.